# Przecław Boglewski
Przecław Boglewski z Boglewic herbu Jelita – podstoli czerski w 1659 roku.
Syn Mikołaja, żonaty z Marianną z Załuskich, miał synów: Władysława, Stefana i córki: Konstancję, Ludwikę i Zofię.
W 1669 roku był elektorem Michała Korybuta Wiśniowieckiego z ziemi czerskiej.